# Chalaroderma
Chalaroderma es un género de peces de la familia de los blénidos en el orden de los Perciformes.

## Especies
Existen las siguientes especies en este género:
- Chalaroderma capito (Valenciennes, 1836)
- Chalaroderma ocellata (Gilchrist & Thompson, 1908)